# العلاقات الجزائرية الليبية
يقصد بالعلاقات الليبية الجزائريةالعلاقات بين ليبيا والجزائر. وتربط البلدين الشقيقين علاقات وديّة رغم بعض التوترات التي حصلت بين المجلس الوطني الانتقالي في ليبيا والحكومة الجزائرية حول اتهام الأخيرة بدعم نظام معمر القذافي وفتح الحدود أمامه لتهريب الأسلحة والمرتزقة ابان الحرب الاهلية الليبية (ثورة 17 فبراير). إضافة لمشاكل تتعلق بترسيم نقاط الحدود بين البلدين.

## العلاقات السياسية

### ترسيم الحدود
في سنة 1967، اخترقت دوريات جزائرية الحدود الليبية عند قرية امباس، وهو ما اعتبرته ليبيا مساسا بحدودها وسيادتها على المنطقة، غير أن السلطات الجزائرية استندت في عملها هذا إلى ما تضمنته «اتفاقية 1957 المعقودة بين ليبيا والإدارة الفرنسية للجزائر»، والتي تم فيها تخطيط الحدود التي وافقت عليها الجمعية الوطنية الفرنسية، وتم تسجيلها في الأمم المتحدة لكن الطرف الليبي برر إبرامه لهذه الاتفاقية بكونه عمل على فتحها حتى لا تثير أي مشكل أثناء «حرب التحرير في الجزائر» وبإيعاز من الحكومة الجزائرية، وما دامت لم تعرض على البرلمان الليبي ولم يصادق عليها فإنها لم تستكمل شكلها القانوني.
في خلال السبعينات طالب العقيد القذافي الجزائر باستعادة الأراضي المتنازع عليها، الواقعة على طول الشريط الحدودي الممتد بين حوض غدامس والحدود مع دولة النيجر، باعتبارها أراضي كانت تابعة إلى المملكة الليبية.
و هذا ما أخر الحديث عن أي نقاش حول ترسيم الحدود لغاية محاولة قام بها الرئيس اليامين زروال مع العقيد القذافي، بين سنوات 1995 و1997، لحثه على الاعتراف بوضع الحدود بين البلدين.
وفي عشية 26 من أكتوبر سنة 1997، يوم الإعلان عن تنظيم الانتخابات التشريعية في الجزائر، قام العقيد القذافي بالإعلان، في خطاب بثته وسائل الإعلام الليبية، ”أنه لا يعترف بالحدود الموروثة عن الاستعمار مع أية دولة عربية”

## العلاقات بين الحكومتين
في 4 يناير 2011 ألغت السلطات الليبية ضريبة الدخول إلى أراضيها التي كانت مفروضة على الجزائريين منذ سنتين والمقدرة بـ150 يورو لكل مسافر يريد الدخول إلى ليبيا و100 يورو عن المركبة الألية.

### الثورة الليبية 2011
أثناء الثورة الليبية في 2011، اتهم المجلس الوطني الانتقالي الجزائر بتقديم دعم للقذافي عن طريق السماح بإداخل الإمدادات العسكرية والمرتزقة الأجانب عبر الأراضي الجزائرية.
في أغسطس 2011، دخل 10 أفراد من عائلة القذافي الأراضي الجزائرية بالإضافة إلى 21 فردا من مرافقيهم، وهم زوجة معمر القذافي صفية فركاش وأنجاله عائشة، هانيبال ومحمد إضافة إلى ثمانية من أحفاد القذافي.
وبعد سقوط نظام القذافي في أوائل نوفمبر 2011، قام مصطفى عبد الجليل رئيس المجلس الانتقالي بزيارة الجزائر ولقاء الرئيس الجزائري بوتفليقة حيث تناول اللقاء قضية انتشار السلاح على الحدود، وبقية فلول القذافي الذين دخلوا الجزائر، دون التطرق إلى تسليم أفراد عائلة القذافي.